# Dimorphodes flavostriatus
Dimorphodes flavostriatus är en insektsart som beskrevs av Günther 1929. Dimorphodes flavostriatus ingår i släktet Dimorphodes och familjen Phasmatidae. Inga underarter finns listade i Catalogue of Life.